# Pobreza menstrual

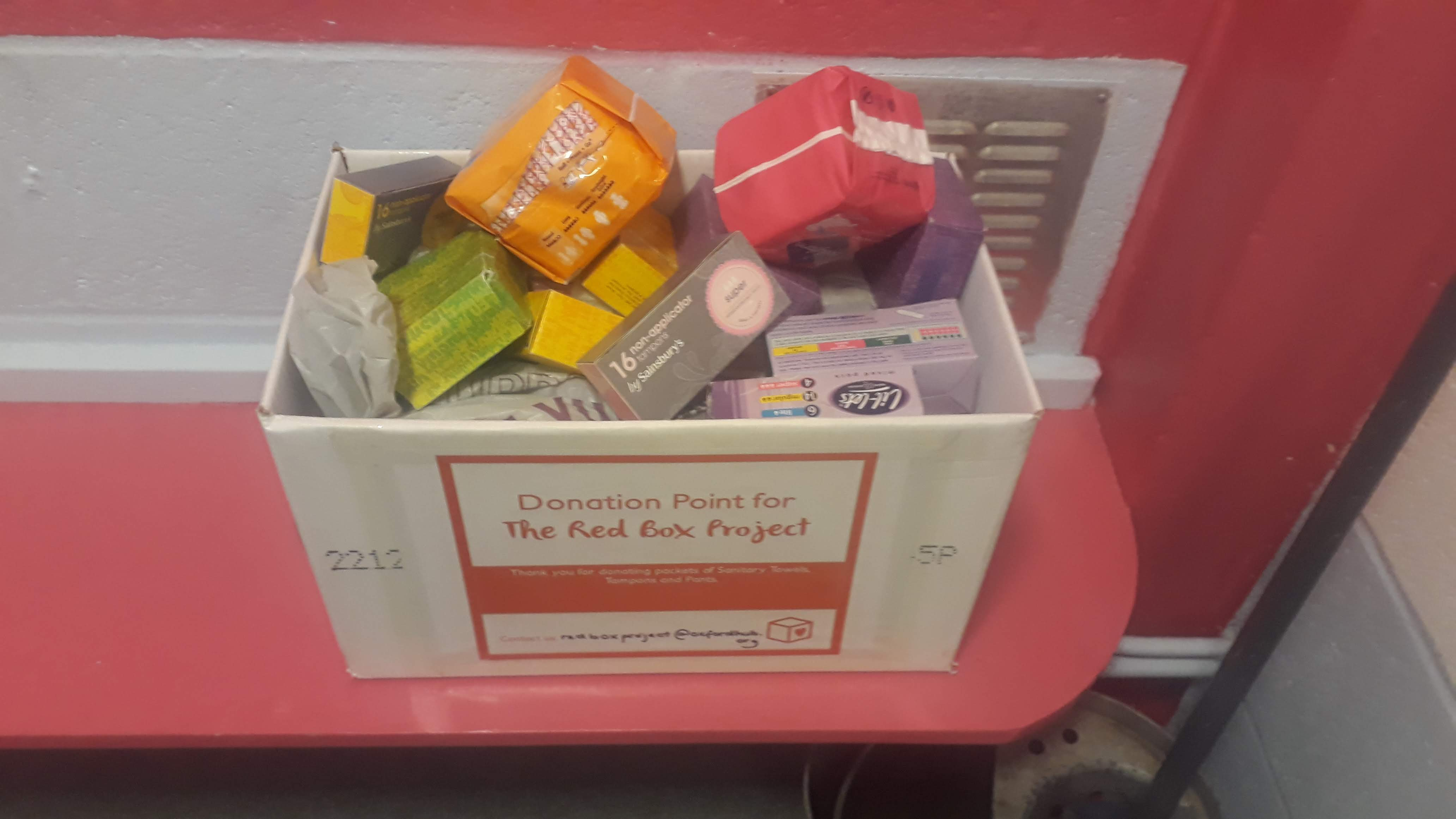
Caixa de doação de produtos menstruais

Pobreza menstrual, também chamada de precariedade menstrual, é o termo dado à falta de acesso a produtos para manter uma boa higiene no período da menstruação e está relacionada à pobreza, bem como à infraestrutura do ambiente de vida, especialmente o saneamento. O termo também se refere à falta de acesso à educação necessária para saber como cuidar da higiene menstrual.  A pobreza menstrual e o tabu em torno da menstruação impedem meninas e mulheres cisgênero e também homens trans de participar da vida cotidiana, o que tem consequências graves como o absentismo na escola ou no trabalho durante os períodos menstruais.
O direito à higiene menstrual foi reconhecido como um direito humano e uma questão de saúde pública, pela ONU, em 2014.
O assunto foi tema do premiado documentário Period. End of Sentence. (Absorvendo o Tabu), de Rayka Zehtabchi, vencedora do Oscar de Melhor Curta-Metragem Documental em 2019.

## O caso no Brasil
No Brasil, estima-se que 22% da população adolescente entre os 12 e os 14 anos de idade que menstrua sofra de pobreza menstrual; o número sobe para 26% em jovens entre os 15 e os 17 anos de idade. Também a população encarcerada ou em situação de rua está particularmente exposta à pobreza menstrual.
A Unicef o Fundo de População das Nações Unidas (UNFPA) divulgaram o estudo Pobreza Menstrual no Brasil: desigualdade e violações de direitos, no dia em 28 de maio, escolhido para ser o "Dia Internacional da Dignidade Menstrual". Segundo o relatório, mais de 4 milhões de estudantes frequentam escolas sem estruturas sanitárias necessárias, como banheiros sem condições de uso, sem pias ou lavatórios, papel higiênico e sabão. Cerca de 200 mil não contam com nenhum item de higiene básica no ambiente escolar. Além disso, o estudo aponta que 713 mil meninas não têm acesso a nenhum banheiro (com chuveiro e vaso sanitário), nem mesmo em suas casas. E outras 632 mil meninas vivem sem sequer um banheiro de uso comum no seu terreno ou propriedade.
No que diz respeito à população encarcerada, segundo dados do Levantamento Nacional de Informações Penitenciárias (Infopen), o Brasil registra 37.828 mulheres presas. Desse total, 24,9% estão em unidades que não contam com estrutura de higiene necessária para lidar com o período menstrual. De acordo com o livro Presos que Menstruam, de Nana Queiroz, o material distribuído nos presídios para higiene pessoal era idêntico para pessoas de todos os sexos e não contavam com nenhum tipo de absorvente e as quantidades de papel higiênico eram iguais para todas as pessoas, desconsiderando as necessidades daquelas que menstruam. 
A 3 de junho de 2019, Câmara de Vereadores do Rio de Janeiro aprovou a lei nº 6603, garantindo o fornecimento de absorventes nas escolas públicas daquele município.
Em 2019, Rafaella de Bona, na altura aluna de Design da Universidade Federal do Paraná, desenvolveu um absorvente menstrual para pessoas em situação de rua. Feito à base de fibra de banana, este absorvente tem a forma de um rolo de papel higiénico e é sustentável. A designer explicou que teve a ideia depois de assistir ao documentário Period. End of Sentence.

### Legislação federal
Em 26 de agosto de 2021, a Câmara dos Deputados do Brasil aprovou um projeto de lei (PL 4.968, de 2019) de autoria da então deputada Marília Arraes (PT-PE) e de mais 34 congressistas cujo objetivo era de combater a pobreza menstrual a nível nacional através, dentre outras coisas, da oferta gratuita de absorventes a estudantes em escolas de nível médio e fundamental; pessoas em situação de rua (ou de extrema vulnerabilidade) e presidiárias (ou em cumprimento de medida socioeducativa). De acordo com o projeto, Estados, Distrito Federal e municípios podem aderir ao programa federal.
Em 14 de setembro do mesmo ano, o Senado Federal aprovou o referido projeto de lei, que foi à sanção do então presidente Jair Bolsonaro.
Em outubro de 2021, Bolsonaro vetou a distribuição gratuita de absorvente menstrual para estudantes de baixa renda de escolas públicas e outros grupos previstos no projeto de lei, sob o argumento de suposta falta de previsão de fonte de custeio para o programa. Entretanto, o projeto aprovado previa que os recursos usados no programa seriam provenientes do Sistema Único de Saúde (SUS) – e, no caso das presidiárias, do Fundo Penitenciário Nacional.
Em 10 de março de 2022, após engajamento de parlamentares mulheres e de organizações da sociedade civil, o Congresso Nacional derrubou o veto presidencial, restaurando, assim, o programa.
A partir de janeiro de 2024, o programa Farmácia Popular passou a disponibilizar gratuitamente absorventes para estudantes da rede pública de baixa renda, pessoas em situação de rua ou em vulnerabilidade extrema, como parte do Programa de Proteção e Promoção da Saúde e Dignidade Menstrual.

## O caso em Portugal
Em maio de 2021 a deputada Cristina Rodrigues entregou um projeto de resolução na Assembleia da República que recomenda ao Governo português a distribuição gratuita de copos menstruais e outros produtos higiênicos nos centros de saúde. Na iniciativa, a deputada (ex-PAN) recomenda ao Governo que garanta a distribuição gratuita de produtos de higiene menstrual, incluindo copos menstruais, nos centros de saúde, escolas, universidades e institutos politécnicos, assim como a promoção de programas de literacia menstrual para acabar com o estigma associado à menstruação, principalmente na comunidade estudantil.

## O caso na Escócia
Em novembro de 2020 a Escócia se tornou o primeiro país do mundo a determinar a gratuidade dos produtos de higiene menstrual para todas as pessoas que menstruam. O projeto de lei foi apresentado pela parlamentar Monica Lennon, cuja campanha para acabar com a pobreza menstrual remonta ao ano de 2016.

## O caso no Reino Unido
No Reino Unido, o movimento #FreePeriods (menstruação gratuita), organizado pela ativista Amika George, iniciou em 2017 uma onda de conscientização sobre o assunto em marchas de protesto pelo fim da pobreza menstrual. Como consequência, poucos meses depois foi feito um anúncio no Parlamento Britânico de que 1,5 milhão de libras do fundo de impostos  de absorventes internos seria doado a instituições de caridade.
De seguida, em 2018, a Escócia fez história ao se tornar o primeiro país no mundo a se comprometer com a causa e em 2020 a ser o primeiro a fornecer produtos menstruais gratuitos em todas as escolas, faculdades e universidades. O projeto foi aprovado pelo parlamento escocês por unanimidade. Os produtos passaram a estar disponíveis em todos os banheiros, como sabonete e papel higiênico, para que todos os alunos tenham acesso a suprimentos de período, independentemente de recursos financeiros ou quaisquer outras barreiras de acesso aos produtos em casa que possam enfrentar. Além disso podem ser adquiridos por pessoas de famílias de baixa renda.
Desde janeiro de 2021 que no Reino Unido os produtos menstruais, como os absorventes tradicionais e os internos, não são mais taxados. A medida retirou desses itens a classificação de "produtos não essenciais", que é a classificação dele no resto União Europeia, para "produtos essenciais".
Durante a pandemia da COVID-19, algumas redes de supermercado também passaram a dispor gratuitamente os produtos de higiene menstrual na Irlanda. No país, metade das das adolescentes entre 12 e 19 anos disseram dificuldade em comprar estes produtos. Cerca de 60% afirmaram já ter faltado à escola por causa da menstruação.

## Equidade menstrual
Equidade menstrual refere-se à garantia de acesso igualitário a produtos de higiene menstrual e informações relacionadas, independentemente da condição socioeconômica, localização geográfica ou identidade de gênero. Esse conceito envolve a eliminação de barreiras financeiras, educacionais e culturais que dificultam o manejo da menstruação com dignidade, promovendo políticas públicas e iniciativas que assegurem o direito à saúde e ao bem-estar.
A teoria da justiça como equidade de John Rawls (2016) defende que os direitos sociais devem ser respeitados, garantindo oportunidades e condições equitativas de ascensão econômica e participação social. Seus princípios visam a construção de uma sociedade mais justa e igualitária.
Em 2004, a Primeira Conferência Nacional de Políticas para Mulheres trouxe um enfoque de gênero mais abrangente, destacando a necessidade de olhar para mulheres negras, indígenas, lésbicas e profissionais do sexo. Como resultado, foi implementada a Política Nacional de Atenção Integral à Saúde da Mulher (PNAISM), um dos principais pilares do Sistema Único de Saúde (SUS). Essa política incorporou demandas de grupos historicamente marginalizados, fortalecendo sua presença na legislação (Brasil, 2004; Prado, 2024).
Ao longo do tempo, novos debates emergiram, abordando interseccionalidades como raça, gênero e sexualidade. No entanto, a menstruação permaneceu em segundo plano nessas discussões. Apenas em 2015, durante o governo da presidenta Dilma Rousseff, o Ministério da Saúde apresentou um documento fundamental para gestores de órgãos de políticas para mulheres: "Monitoramento e Acompanhamento da Política Nacional de Atenção Integral à Saúde da Mulher", vinculado ao "Plano Nacional de Políticas para as Mulheres 2013-2015" (Brasil, 2015; Prado, 2024). Esse documento consolida diretrizes para a implementação de ações voltadas à saúde menstrual, reforçando a importância desse tema na agenda pública.
Além desses acontecimentos, existem instituições como a Girl Up, fundada em 2010 pela United Nations Foundation (UNF) com o objetivo de apoiar meninas adolescentes em questões de segurança e saúde. No Brasil, a Girl Up chegou em 2018 e atualmente apoia mais de 150 clubes de meninas em diversos estados. A instituição trabalha com pautas como dignidade menstrual, participação feminina na política e democracia (Girl Up Brasil, [2025]).
Nesse contexto, é importante explicar que a menstruação é um processo biológico que ocorre em pessoas que possuem útero e estão em idade fértil, independentemente da identidade de gênero. Isso significa que, além da menstruação das mulheres cisgênero, existe a menstruação transgênero: homens trans, pessoas trans masculinas e indivíduos não binários também podem menstruar, desde que mantenham um útero funcional e não estejam sob tratamentos hormonais ou intervenções que interrompam o ciclo menstrual (Chacon, 2024).
Portanto, é importante compreender que a menstruação não é uma experiência exclusiva das mulheres cis, mas sim uma realidade que pode fazer parte da vivência de diversas identidades de gênero. Essa perspectiva amplia a compreensão sobre saúde menstrual, sobre a equidade menstrual e reforça a importância de uma abordagem inclusiva e respeitosa nas discussões sobre o tema.
Uma pessoa que menstrua está sujeita a diversas mudanças físicas e emocionais ao longo do mês, sendo esse um processo natural do corpo. No entanto, muitas enfrentam desafios que comprometem sua rotina, especialmente no ambiente escolar. A UNICEF Brasil ([2025]) desenvolve iniciativas voltadas à garantia da dignidade menstrual, com o objetivo de evitar que estudantes precisem se ausentar das aulas devido à falta de recursos. Dados da instituição revelam que meninas cisgênero, meninos trans e pessoas não binárias chegam a perder, em média, 45 dias de aula por ano pela ausência de absorventes.
Além do fornecimento de absorventes, é fundamental considerar o acesso a outros itens essenciais de higiene. A mesma pesquisa aponta que cerca de 4 milhões de pessoas que menstruam no Brasil não têm acesso a sabão após utilizarem o banheiro, o que compromete sua saúde e bem-estar. Como parte de suas ações, a UNICEF beneficiou mais de 740 mil pessoas com instalações adequadas de água e higiene, contribuindo significativamente para a promoção da saúde menstrual e da permanência escolar.
Ao tornar o tema cada vez mais discutido, combate-se a ideia de que a menstruação é algo sujo ou impuro e que deve ser escondido. Quando o assunto vem à tona, aliado à conscientização e ao entendimento, percebe-se que gerações passadas foram ensinadas a esconder e ter vergonha de algo natural.

Em 2021, a UNICEF distribuiu absorventes e materiais informativos sobre saúde menstrual para mais de 60 mil adolescentes. As ações contemplaram, de forma intencional, pessoas trans e de outras identidades de gênero que menstruam, reafirmando o compromisso da organização com a pluralidade e a promoção de uma abordagem inclusiva e respeitosa em relação à saúde menstrual.